# Brügge (Szlezwik-Holsztyn)
Brügge – miejscowość i gmina w Niemczech, w kraju związkowym Szlezwik-Holsztyn, w powiecie Rendsburg-Eckernförde, wchodzi w skład urzędu Bordesholm.